# Фернандо де Аленкастре Норонья-и-Сильва
Фернандо де Аленкастре Норонья-и-Сильва, 1-й герцог де Линарес, маркиз де Вальдефуэнтес (15 апреля 1662, Мадрид — 3 июня 1717, Мехико) – испанский аристократ и государственный деятель, вице-король Новой Испании (13 ноября 1710–16 июля 1716), вице-король Неаполя и Сардинии, генеральный викарий Тосканы, генерал-лейтенант.

## Биография
Представитель известной испанской семьи, происходящей из португальской  знати.
В 1710 году король  Филипп V назначил его колониальным чиновником, вице-королём и генерал-капитаном вице-королевства Новой Испании, а также президентом Королевской аудиенсии.
Организовал экспедиции в 1716 и 1718 годах, для завоевания территории  испанского Техаса после того, как она была заброшена в 1690 году, и основал там миссии и поселение Пуэбло Сан-Антонио (1718), санкционировал создание миссий в Нуэво-Мексико , современный Нью-Мексико.
Примерно в 1711 году внёс предложение в Совет Индий в Испании узаконить торговлю между вице-королевством Новой Испании и вице-королевством Перу между их портами Тихого океана. Прямая торговля между испанскими колониями тогда была запрещена.

## Память
В 1712 году его именем был назван город Линарес (сейчас Мексика).